# Gajusz Leliusz
Gaius Laelius – rzymski polityk i wódz żyjący na przełomie III i II wieku p.n.e.
Był przyjacielem Scypiona Afrykańskiego Starszego, razem z nim brał udział w bitwie o Nową Kartaginę oraz w bitwie pod Zamą, w której dowodził jazdą rzymską. W 202 p.n.e. piastował urząd kwestora, w 197 p.n.e. został edylem plebejskim, rok później wybrany na urząd pretora. W 190 p.n.e. był konsulem.
Był ojcem Gajusza Leliusza Sapiensa, konsula z 140 p.n.e.